# Arkadij Apołłonow
Arkadij Nikołajewicz Apołłonow (ros. Аркадий Николаевич Аполлонов, ur. 5 marca?/18 marca 1907 w Bałaszowie, zm. 3 sierpnia 1978 w Moskwie) – radziecki polityk i wojskowy, generał pułkownik, wiceminister spraw wewnętrznych ZSRR (1946-1948).

## Życiorys
Od września 1924 do września 1927 słuchacz szkoły piechoty Armii Czerwonej w Saratowie, od października 1927 do listopada 1931 służył w wojskach OGPU, od listopada 1931 do czerwca 1932 słuchacz kursów chemicznych doskonalenia kadry kierowniczej Armii Czerwonej, od czerwca 1932 do czerwca 1933 dowódca - kierownik taktyki chemicznej szkoły wojsk OGPU w Homlu. Od czerwca 1933 do czerwca 1935 pracował w 4 Saratowskiej Szkole Pogranicznej OGPU/NKWD, od czerwca 1935 do czerwca 1936 dowódca - kierownik taktyki 4 Saratowskiej Szkoły Pogranicznej NKWD, od czerwca 1936 kapitan. Od czerwca 1936 do stycznia 1939 studiował w Akademii Wojskowej im. Frunzego w Moskwie, od 8 marca 1939 do 2 lipca 1941 zastępca szefa Głównego Zarządu Ochrony Pogranicznej NKWD ZSRR, 1939 awansowany na kombriga, 29 lutego 1940 komdiwa, a od 4 czerwca 1940 miał stopień generała majora. Od listopada 1939 zastępca dowódcy armii, od 27 do 31 lipca p.o. szefa Głównego Zarządu Ochrony Pogranicznej NKWD ZSRR, od 31 lipca 1941 do 11 lutego 1942 szef Głównego Zarządu Wojsk Wewnętrznych NKWD ZSRR, od 11 lutego do 11 marca 1942 p.o. szefa Wojsk NKWD ds. Ochrony Szczególnie Ważnych Przedsiębiorstw, od 11 marca 1942 do 25 kwietnia 1946 zastępca ludowego komisarza/ministra spraw wewnętrznych ZSRR ds. wojska, 20 grudnia 1942 mianowany generałem porucznikiem, a 29 października 1943 generałem pułkownikiem. Brał udział w masowych deportacjach Kałmuków, Czeczenów i Inguszy na Syberię. Od 28 października 1944 do 27 marca 1946 szef Głównego Zarządu Wojsk Wewnętrznych NKWD/MWD ZSRR, od 25 kwietnia 1946 do 2 kwietnia 1948 zastępca ministra spraw wewnętrznych ZSRR, od 2 kwietnia 1948 do 31 grudnia 1950 przewodniczący Komitetu ds. Kultury Fizycznej i Sportu przy Radzie Ministrów ZSRR. Od 31 grudnia 1950 do 26 sierpnia 1951 zastępca ministra bezpieczeństwa państwowego ZSRR ds. wojska, od listopada 1951 do grudnia 1952 studiował w Wojskowej Akademii Sztabu Generalnego Sił Zbrojnych ZSRR im. K. Woroszyłowa w Moskwie, od grudnia 1953 na emeryturze. Deputowany do Rady Najwyższej ZSRR 2 kadencji.

## Odznaczenia
- Order Lenina (dwukrotnie - 14 kwietnia 1943 i 1 czerwca 1951)
- Order Czerwonego Sztandaru (pięciokrotnie - 26 kwietnia 1940, 3 listopada 1944, 24 lutego 1945, 2 marca 1945 i 26 kwietnia 1945)
- Order Kutuzowa I klasy (8 marca 1944)
- Order Suworowa I klasy (21 września 1945)
- Odznaka „Zasłużony Funkcjonariusz NKWD” (15 lutego 1941)

I 4 medale.